# French Open 2006
French Open 2006 byl 105. ročník druhého tenisového grandslamu sezóny, konaný v rozmezí 28. května až 11. června 2006. Představoval jediný major hraný na antukovém povrchu, když probíhal na otevřených dvorcích Stade Roland-Garros v 16. městském obvodu francouzské metropole Paříži. Do historie vstoupil jako první grandslam, který začal v neděli.
Turnaj organizovaly Mezinárodní tenisová federace a francouzský tenisový svaz Fédération Française de tennis. Řadil se do kalendáře profesionálního okruhu mužů ATP Tour 2006 i žen WTA Tour 2006.
Singlové tituly obhajovali Španěl Rafael Nadal, který opět triumfoval a Belgičanka Justine Henin-Hardenneová, jež vítězný pohár vyhrála také.
Podruhé od roku 1985 se všichni čtyři nejvýše nasazení hráči v mužské dvouhře Grand Slamu probojovali do semifinále. Tato situace zopakovala až na French Open 2011.

## Přehled finále

### Mužská dvouhra
- Rafael Nadal vs.  Roger Federer,[1] 1–6, 6–1, 6–4, 7–6(7–4)

Nadal vyhrál druhý Grand Slam a druhý titul na French Open.

### Ženská dvouhra
- Justine Henin-Hardenneová vs.  Světlana Kuzněcovová, 6–4, 6–4

Henin-Hardenneová vyhrála pátý Grand Slam a třetí titul na French Open.

### Mužská čtyřhra
- Jonas Björkman /  Max Mirnyj vs.  Mike Bryan /  Bob Bryan, 6–7(5–7), 6–4, 7–5

### Ženská čtyřhra
- Lisa Raymondová /  Samantha Stosurová vs.  Daniela Hantuchová /  Ai Sugijamová, 6–3, 6–2

### Smíšená čtyřhra
- Katarina Srebotniková /  Nenad Zimonjić vs.  Jelena Lichovcevová /  Daniel Nestor, 6–3, 6–4

### Dvouhra juniorů
- Martin Kližan vs.  Philip Bester 6–3, 6–1

### Dvouhra juniorek
- Agnieszka Radwańská vs.  Anastasija Pavljučenkovová 6–4, 6–1

### Čtyřhra juniorů
- Emiliano Massa /  Kei Nišikori vs.  Artur Černov /  Valerij Rudněv 2–6, 6–1, 6–2

### Čtyřhra juniorek
- Sharon Fichmanová /  Anastasija Pavljučenkovová vs.  Agnieszka Radwańská /  Caroline Wozniacká 6–7(4–7), 6–2, 6–1

## Galerie

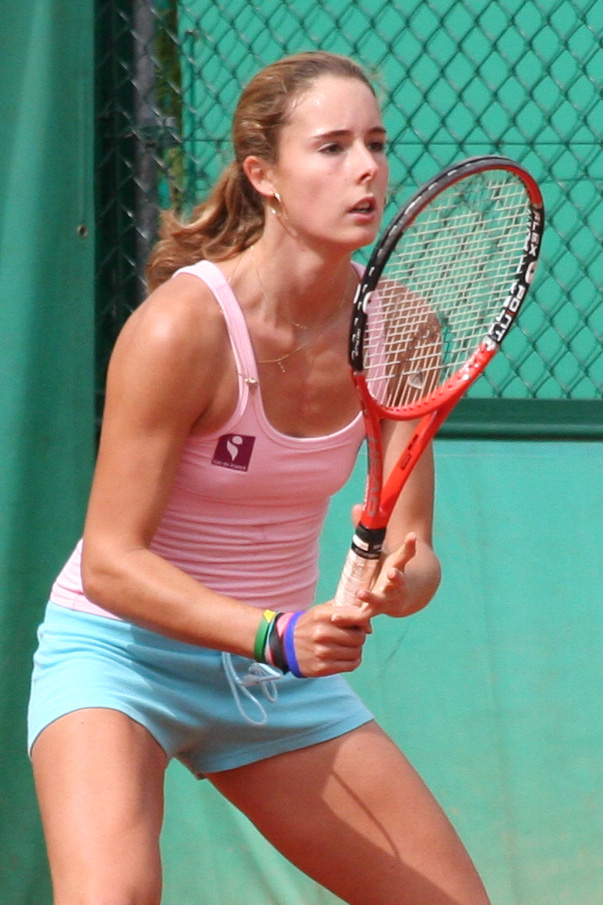
Alizé Cornetová
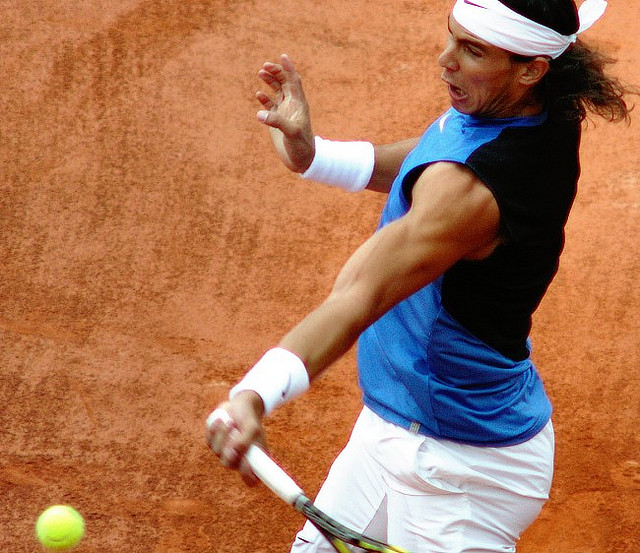
Rafael Nadal
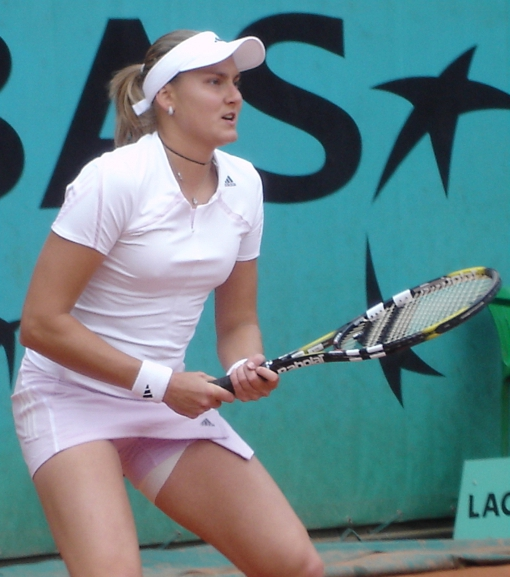
Naděžda Petrovová
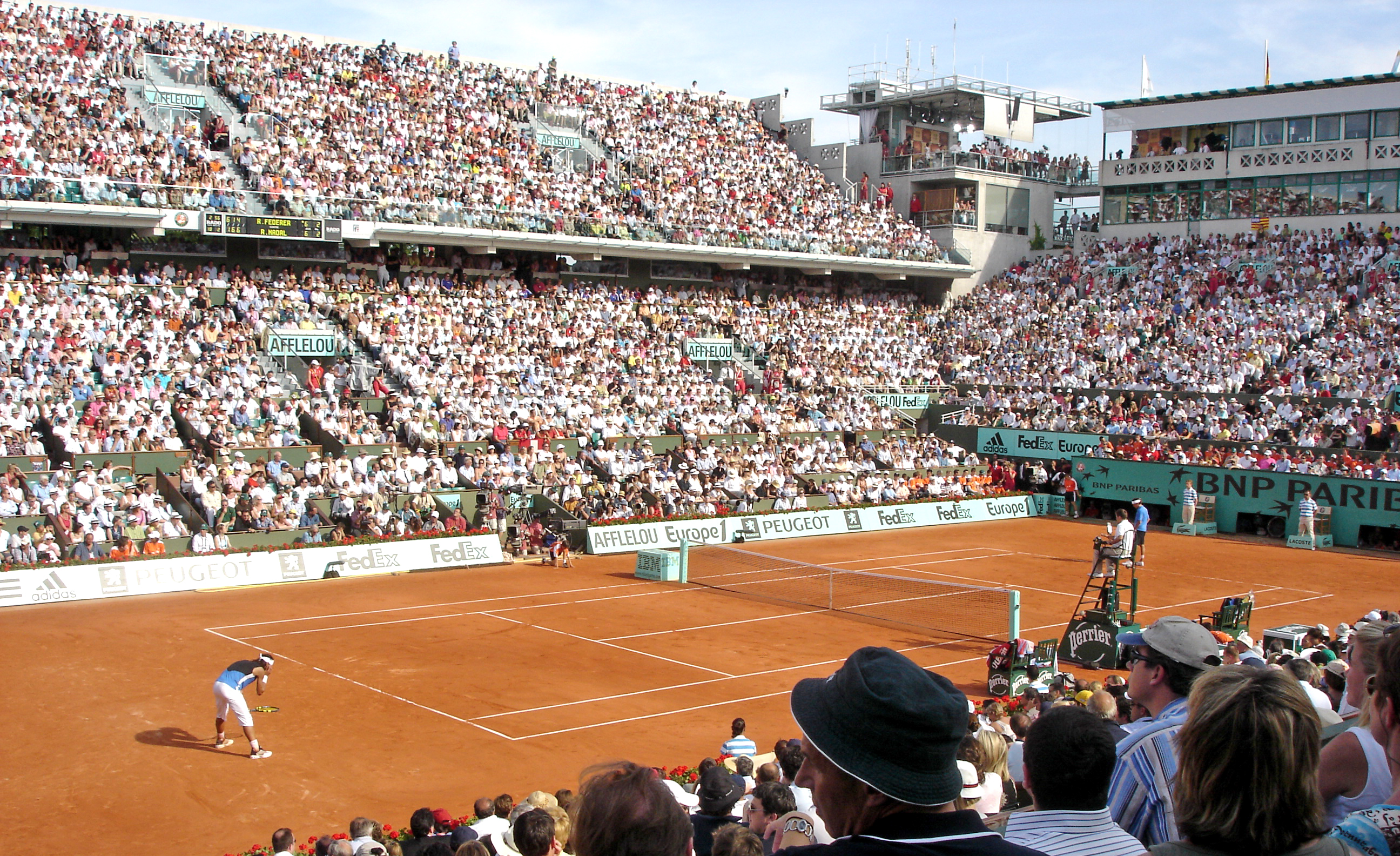
Finále mužské dvouhry Nadal–Federer
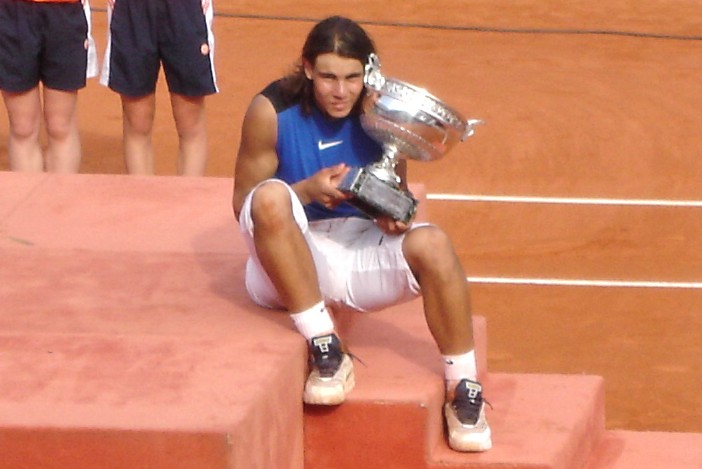
Rafael Nadal s Pohárem Mušketýrů
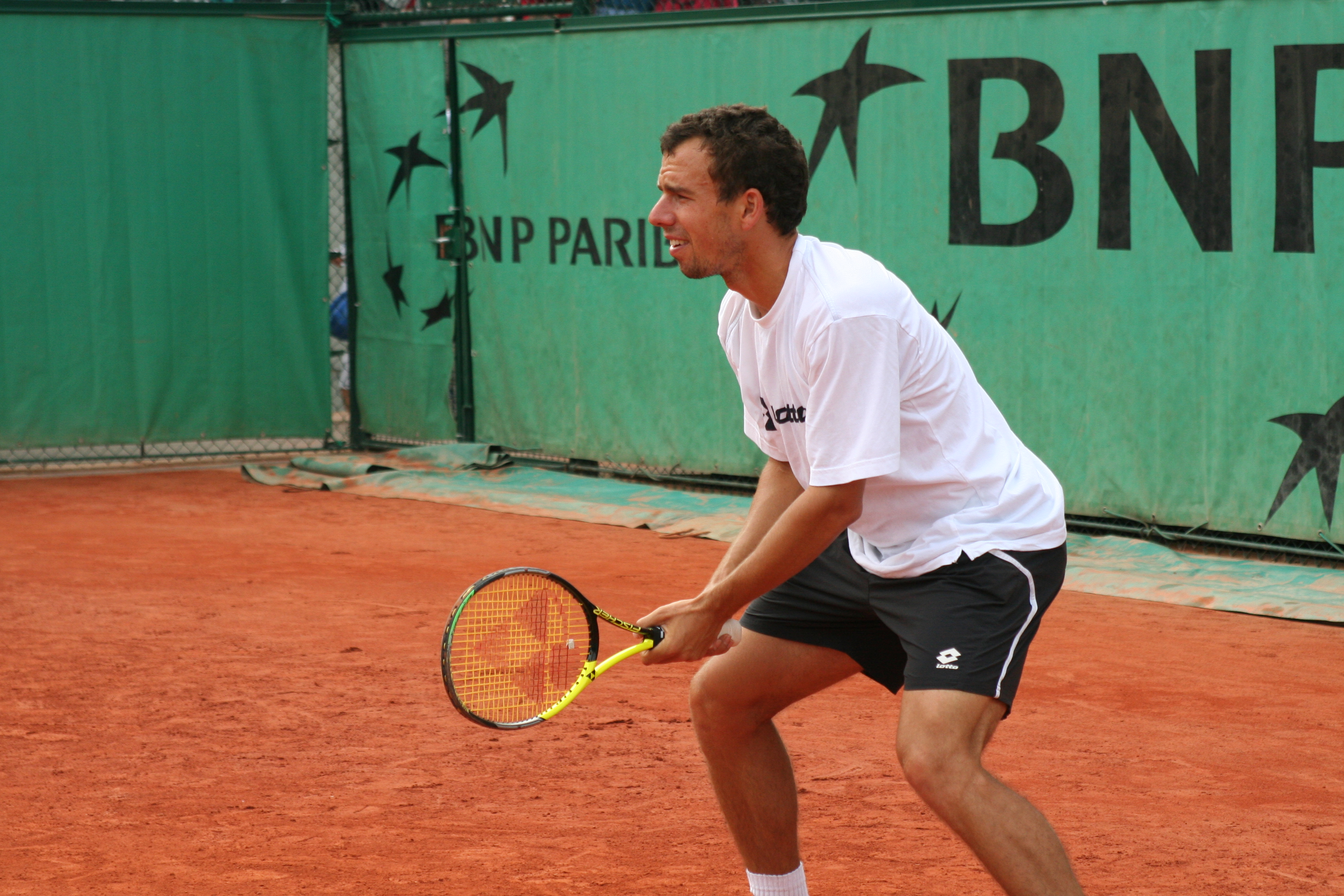
Dominik Hrbatý